# Palaquium polyandrum
Palaquium polyandrum är en tvåhjärtbladig växtart som beskrevs av Charles Budd Robinson. Palaquium polyandrum ingår i släktet Palaquium och familjen Sapotaceae.
Artens utbredningsområde är Filippinerna. Inga underarter finns listade i Catalogue of Life.